# Sulinskaja
Sulinskaja (ros. Сулинская) – wieś w Rosji, w rejonie wielikoustidzkim obwodu wołogodzkiego. W 2010 r. liczyła 27 mieszkańców.